# Garadna
Garadna este un sat în districtul Encs, județul Borsod-Abaúj-Zemplén, Ungaria, având o populație de 410 locuitori (2011). 

## Demografie
Componența etnică a satului Garadna
     Maghiari (86,81%)
     Ruteni (10,65%)
     Slovaci (2,55%)
Componența confesională a satului Garadna
     Romano-catolici (50,73%)
     Greco-catolici (21,95%)
     Reformați (11,46%)
     Luterani (1,22%)
     Necunoscută (13,66%)
     Fără religie (0,98%)
Conform recensământului din 2011, satul Garadna avea 410 locuitori. Din punct de vedere etnic, majoritatea locuitorilor (86,81%) erau maghiari, existând și minorități de ruteni (10,65%) și slovaci (2,55%).  Din punct de vedere confesional, majoritatea locuitorilor (50,73%) erau romano-catolici, existând și minorități de greco-catolici (21,95%), reformați (11,46%) și luterani (1,22%). Pentru 13,66% din locuitori nu este cunoscută apartenența confesională.